# Gomphus quadricolor
Gomphus quadricolor är en trollsländeart som beskrevs av Walsh 1863. Gomphus quadricolor ingår i släktet Gomphus och familjen flodtrollsländor. Inga underarter finns listade i Catalogue of Life.